# قيم عائلية

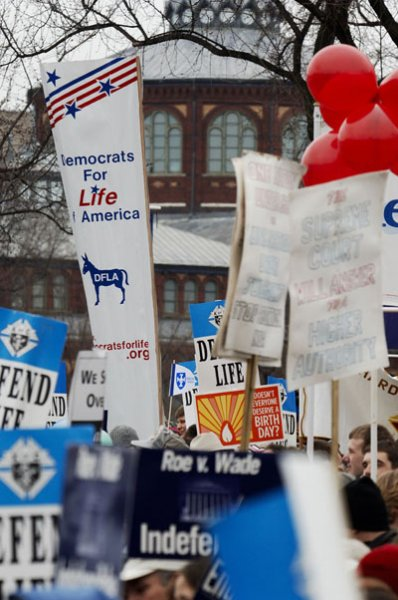

القيم العائلية أو قيم الأسرة هي من ضمن القيم التقليدية أو الثقافية التي تتعلق بالبنية الأسرية، والمهام والأدوار، والاعتقادات والسلوك والمبادئ.
يشير مصطلح الأسرة التقليدية في العلوم الاجتماعية والخطاب السياسي في الولايات المتحدة إلى الأسرة النواتية؛ بمعنى أنها بيئة مناسبة لتربية الأطفال والتي تتكون من الأب المعيل، والأم ربة المنزل، وأطفالهم الشرعيين، وقد أشار علماء الاجتماع سابقًا إلى أن هذا النموذج هو أساس الأسرة، فتعتبر العائلة التي تنحرف عن هذا النموذج بأنها عائلة غير تقليدية، ومع ذلك كان نموذج الأسرة الممتدة هو الأكثر شيوعًا في معظم الثقافات وليست الأسرة النواتية، وأصبحت الأسرة النواتية هي الشكل الأكثر شيوعًا في الولايات المتحدة في الستينيات والسبعينيات من القرن الماضي.

## التعريف
تُعرف القيم العائلية في العديد من القواميس المعروفة على الإنترنت على النحو الآتي:
- التمسك بالمبادئ الأخلاقية والأدبية، والتي هي الصدق، والإخلاص، والمثابرة، والإيمان ونقلهم داخل الأسرة[3]
- الأداء السليم للقيم ولا سيما النوع التقليدي أو المحافظ منها والتي تقام لتعزيز الأسرة وتعزيز نسيج المجتمع.[4]
- القيم التي يتم تلقينها تقليديًا أو تعزيزها داخل الأسرة كتلك التي تتمتع بالمعايير الأخلاقية والانضباط العالي[5]

## مفهوم القيم العائلية في السياسة
الأُسَرِية (بالإنجليزية: Familialism)‏ هي الأيديولوجية التي تضع الأولوية على الأسرة والقيم العائلية، وتقدم احتياجات الأسرة على احتياجات الأفراد، وتدعو إلى نظام رعاية الاجتماعية تتحمل فيه الأسرة مسؤولية رعاية أفرادها  بدلاً من الحكومة.
اُستُخدِم شعار القيم العائلية في الولايات المتحدة الأمريكية من قبل المحافظين من أجل محاربة الإجهاض وحقوق المثليين وأهداف مناصري قضايا المرأة في السياسة.

## مفهوم القيم العائلية في الثقافات

### الثقافة السعودية
إن الشريعة الإسلامية وتعاليمها هي السائدة في المملكة العربية السعودية ولذلك تعتبر الأسرة هي الركيزة الأساسية في المجتمع الإسلامي سواءًا في المملكة أو في الدول الإسلامية، ويتأثر هيكل الأسرة وطبيعة العلاقة بين أفراد الأسرة بالشريعة الإسلامية، ويُعنى بالزواج في الثقافة السعودية هو الترابط بين العائلتين، وليست فقط بين الزوجين وينطوي الزواج على عقد اجتماعي ديني يحدث بموافقة الأب أو الأم أو أولياء الأمور، وأغلب المجتمع السعودي يعتقد أن الزواج هو المنفذ الوحيد للرغبات الجنسية، وممارسة الجنس خارج إطار الزاج يعاقب عليه القانون حسب الشريعة الإسلامية، هذه الرؤية للزواج مشابهة لرؤية المسيحية الغربية للزواج، وهذه الرؤية في الغرب قد نشأت في فرنسا منذ القرن الثاني عشر الميلادي وهذه الرؤية وعدت بالخلاص وممارسة الجنس بدون خطيئة، وأشياء أخرى.
تتألف الأسر السعودية في المملكة من العائلات الممتدة، والتي تعطي للفرد الإحساس بالهوية وغالبًا ما يكون الأب هو معيل الأسرة وحاميها، في حين أن الأم غالبًا ما تكون ربة منزل والراعية الأساسية للأطفال كما يحظى الآباء باحترام كبير، ويتم تشجيع الأطفال بشدة على احترام وطاعة والديهم. وفي كثير من الأحيان، تقدم العائلات الرعاية لآبائهم وأجدادهم وحتى وقت قريب كانت دار رعاية المسنين غير مقبولة دينياً وثقافياً نظرًا لقيام الأسر والأصدقاء بتوفير الرعاية لكبار السن.

### الثقافة الأمريكية
تشكل الأسر غير التقليدية غالبية الأسر الأمريكية من الناحية الاجتماعية، ويعيش فقط 46% من الأطفال في الولايات المتحدة في العائلات التقليدية في إحصائيات عام 2014 مقارنةً بعام 1998 التي وصلت فيه النسبة إلى 61%، ويشمل هذا العدد فقط العائلات التي لديها أب وأم في زواجهما الأول. في حين أن نسبة الأطفال الذين يعيشون مع والدين متزوجين من شخص آخر هي 65% حسب إحصائيات عام 2016، ومع ذلك هناك الكثير ممن يرون أن الأسرة النواتية هي النسيج الذي يربط المجتمع ببعضه البعض ، ويساهم على تعزيز وتقوية القيم الأسرية ويعمل مجتمع شيمن نيو وبرودرهوف والتحالف الإنجيلي جميعهم على تعزيز الأسرة النواتية